# Zdounečanka
Zdounečanka je kapela dechové hudby ze Zdounek u Kroměříže. Vznikla v roce 1976 a pod tímto názvem vystupuje od roku 1978. Od roku 1984, kdy vyhrála Zlatou křídlovku, účinkuje v rozhlase a televizi a koncertuje i v zahraničí. V jejím vedení se jako kapelníci vystřídali Antonín Kadlec, Jiří Vrána (v letech 1979 až 1990), po něm nakrátko Miroslav Gloza, dále Richard Plachý, v letech 1998 až 2015 Miroslav Nauč a po jeho náhlém úmrtí Rudolf Foltýn.